# ستيفان ماير (لاعب هوكي جليد)
ستيفان ماير (بالإيطالية: Stefan Mair)‏ هو لاعب هوكي جليد إيطالي، ولد في 6 يونيو 1967 في بولسانو في إيطاليا.

## وصلات خارجية
- ستيفان ماير على موقع EliteProspects.com (الإنجليزية)
- ستيفان ماير على موقع Eurohockey.com (الإنجليزية)
- ستيفان ماير على موقع HockeyDB.com (الإنجليزية)